# Ohel w Bobowej
Ohel w Bobowej – znajduje się na miejscowym kirkucie i kryje szczątki Salomona Halberstama i jego zięcia Chaima Jakuba z Bobowej. Obiekt jest celem pielgrzymek chasydów z całego świata.